# Loxandrus circulus
Loxandrus circulus är en skalbaggsart som beskrevs av Allen. Loxandrus circulus ingår i släktet Loxandrus och familjen jordlöpare. Inga underarter finns listade i Catalogue of Life.